# Ритіс Вайшвіла
Ритіс Вайшвіла (23 травня 1971) — литовський баскетболіст.
Бронзовий призер Олімпійських Ігор 1996 року.